# Crema bavaresa
La crema bavaresa, crème bavaroise, o simplement la bavaroise (del francès "bavaresa") és unes darreria freda de pastisseria que sol portar gelatina, crema anglesa i crema batuda.
És una invenció suïssa d'acord amb els francesos, però va ser inclòs en el repertori de Marie-Antoine Carème, per la qual cosa és algunes vegades atribuït a ell. Se li va donar el nom al començament del segle XIX per Baviera o el més probable en la història de l'alta cuina, que hagi estat per un distingit visitant bavarès, com un Wittelsbach.

## Classes
Generalment les bavareses solen fer-se amb fruites tropicals com el mango o la pinya, però també poden fer-se amb altres fruites:
- Bavaresa de maduixes : sol fer-se amb la gelatina infusionada en suc de maduixes i es presenta coronada amb maduixards.
- Bavaresa de llimona : s'afegeix gelatina a la ratlladura de llimona i s'hi posa un concentrat de llimona amb sucre.
- Bavaresa de gerds: es posen les baies a la fi del plat, i pot ser napada.